# 제임스 허턴

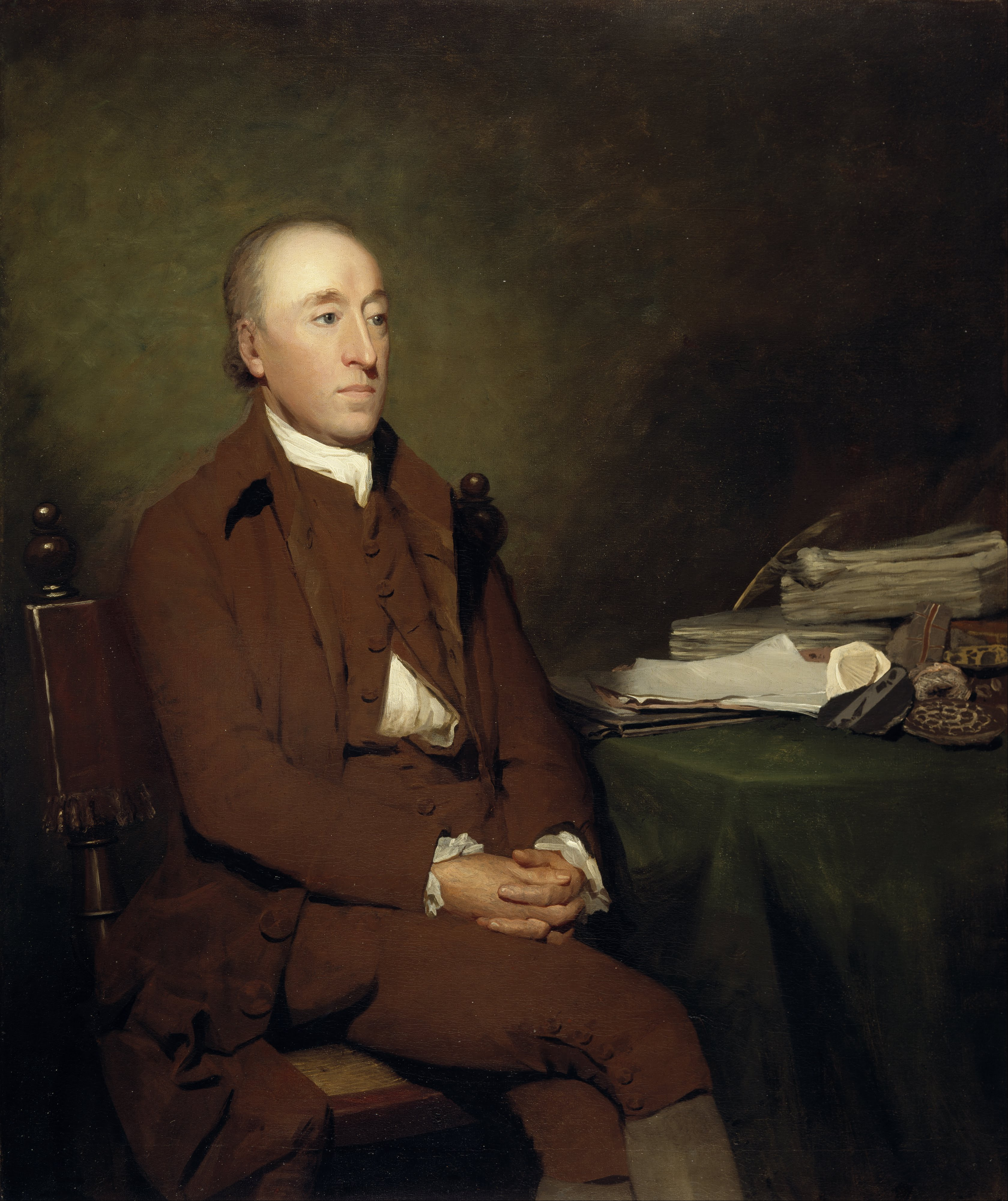
제임스 허턴의 초상화(1776년)

제임스 허턴(James Hutton, 1726년 6월 3일~1797년 3월 26일)은 영국 스코틀랜드의 지질학자이다. 지질학적 변화는 옛날이나 지금이나 같다는 동일 과정설의 제창자이다. 화성암의 성인에 대하여 연구했으며, 그의 지질학적 업적은 근대 지질학의 기초가 되었다.

## 생애
1726년 상인의 아들로 스코틀랜드 에든버러에서 태어나, 에든버러 대학교에서 법률을 공부한 후 파리 대학교, 레이던 대학교에서 의학, 화학을 배운다. 한때 아버지가 남긴 농장에서 농장 경영을 하기도 하였지만, 1768년 에든버러에서 연구 생활에 들어가, 스코틀랜드, 잉글랜드 북부, 프랑스, 네덜란드 여행을 통해 각지의 지질을 관찰한다.
1795년 《지구 이론》(Theory of the Earth)을 출판했으나, 이해하기가 쉽지 않았기 때문에 당시는 그다지 평가를 받지 못했다. 그러다가 1802년에 에든버러 대학교 수학 교수이자 허턴의 친구인 존 플레이페어가 《허턴 지구 이론 해설》을 발간함으로써 널리 알려지게 된다.
허턴은 현재의 자연 현상을 바탕으로 과거의 지질 현상을 합리적으로 설명하기 위해 노력하였으며, 지하 불 작용을 중시하고, 발열의 팽창력이 대지를 융기시켜 지층을 변화시키고, 이 과정으로 지각에 균열이 생겨 마그마가 진입하는 것으로 생각했다. 또한 화산은 광역적인 대지 상승의 안전판으로 간주했다. 베르너가 수성기원을 생각했다면 허턴은 화강암을 화성기원으로 간주하여 화성론자의 대표자로 간주되었지만, 그는 2차암층의 형성 등에 관해서 물의 작용도 중시했다. 허턴의 논제는 라이엘에게 높이 평가되었다.

## 저서
- 1788년 《비 이론》(The theory of rain)
- 1788년 《지구 이론》(Theory of the Earth)
- 1794년 《화강암의 관찰》(Observations on granite)
- 1795년 《지구 이론》(Theory of the Earth), 증거와 삽화
- 1899년 《지구 이론》(Theory of the Earth); with proofs and illustrations, vol III

## 같이 보기
- 심괄